# Zealandopterix
Zealandopterix là một chi bướm đêm nguyên thủy, nhỏ, màu kim loại thuộc họ Micropterigidae.

## Các loài
- Zealandopterix zonodoxa (Meyrick, 1888)